# 小行星2085
小行星2085（2085 Henan），又称为河南星，是由紫金山天文台在1965年12月20日发现的主带小行星。
該小行星以中國河南省命名。